# Харыбина, Вера Анатольевна
Ве́ра Анато́льевна Хары́бина (род. 9 февраля 1958 года) — советская и российская актриса, режиссёр.

## Биография
Родилась 9 февраля 1958 года. Её родители — профессора МАИ Анатолий Евсеевич Харыбин и Софья Евгеньевна Ульященко.
В 1980 году окончила Высшее театральное училище им. М.Щепкина, где училась на курсе Виктора Коршунова. В 1988 году прошла стажировку на кафедре сценического движения и фехтования, получив специальность «преподаватель актёрского мастерства». В 1997 году окончила режиссёрский факультет ВГИКа, училась на курсе Геннадия Полоки.
На протяжении 20 лет работала в Театре сатиры.
Помимо этого работала педагогом по актёрскому мастерству в РАТИ-ГИТИС, МСИ. С 2011 года преподаёт на курсе Владимира Фокина во ВГИКе.

### Семья
- Супруга Игоря Золотовицкого[1].
- Мать двух сыновей: Алексея и Александра[2].
- Брат — Андрей Харыбин, актёр.

## Творчество

### Роли в театре
- 1985 — «Роковая ошибка» В. Розова, реж Е. Каменькович — Директор школы
- 1993 — «Молодость короля Людовика XIV» А. Дюма, реж. Е. Каменькович — Принцесса Генриетта
- «Пеппи Длинныйчулок» А. Линдгрен, реж. М. Микоэлян — Пеппи
- «Трёхгрошовая опера» Б. Брехта, реж. В. Плучек — Дженни-Малина
- «Бочка мёда» Л. Устинова, реж. С. Мишулин — Колючка
- «Дети у власти» Р. Витрака, реж. Ф. Роше — Эстер
- «По-206» А. Белова, реж. В. Плучек — Тоня Андреевская
- «Клоп» В. Маяковского, реж. В. Плучек — Комсомолка, Двуполое-четвероногое
- «Полоумный Журден» М. Булгакова, реж. П. Смидович — Люсиль
- «Счастливцев-Несчастливцев» Г. Горина, реж. С. Арцибашев — Звягинцева
- «День рождения Смирновой» Л. Петрушевской, реж. И. Золотовицкий — Смирнова

### Роли в кино
- 1981 — Простая девушка[3] — Поля[4]
- 1982 — «Женские радости и печали» — Лида Борисенко
- 1983 — «Понедельник — день тяжёлый» — Вера
- 1986 — Пётр Великий — Сухорукова
- 1994 — «Нам всё ещё смешно»
- 2001 — «Марш Турецкого» — эпизод
- 2004 — «Папа» — дежурная в метро

### Режиссёрские работы в кино
- 1998 — документальный фильм «Дети-вундеркинды», автор сценария и режиссёр,
- 2004 — телесериал «Грехи отцов», АМЕДИА, режиссёр-постановщик,
- 2004 — телесериал «Маша Березина», АМЕДИА, режиссёр-постановщик,
- 2004 — телевизионный фильм-спектакль «Сказка о мёртвом теле, неизвестно кому принадлежащем», Телеканал «Культура», режиссёр-постановщик, автор сценария,
- 2005-2006 — телесериал «Адъютанты любви», АМЕДИА, режиссёр-постановщик,
- 2007— т/ф «Грустная дама червей», Телевизионное творческое объединение «Новелла» для РТР, режиссёр-постановщик, соавтор сценария,
- 2009 — «Не бойся, я с тобой», студия «Лавр», документальный фильм, режиссёр-постановщик,
- 2010 — «Марш энтузиастов» (из цикла «Севастопольские рассказы»), студия «Лавр», документальный фильм, режиссёр-постановщик.
- 2014 — Спроси меня

### Постановки в театре
- 1999 — «Капризы Марианны», А. Мюссе, Независимый театральный проект, режиссёр-постановщик.
- 2005 — «Лестница на дерево» по лимерикам Эдварда Лира, Российская академия театрального искусства, мастерская М. Д. Мокеева, режиссёр-постановщик.
- 2006 — «Все непонятливые» по сказкам Л. С. Петрушевской, Российская академия театрального искусства мастерская В. Б. Гаркалина, режиссёр-постановщик.